# Андрусово (заказник)
Заказник «Андрусово» (фин. Ontroila, карел. Ondrusova) Архивная копия от 16 ноября 2019 на Wayback Machine — государственный ландшафтный заказник в Олонецком районе Республики Карелия, особо охраняемая природная территория.

## Общие сведения
Заказник расположен на восточном побережье Ладожского озера, включает Андрусовскую бухту с 200-метровой береговой линией прибрежных лесов и лугов, острова Яков, Сало, Гачь.
Здесь располагаются крупные колонии озёрной и малой чаек, речной крачки, скопы, разнообразной утки.
Заказник учреждён Постановлением Совета министров Карельской АССР № 200 от 18 июля 1991 года. Создан с целью сохранения природных ландшафтов, растений и животных, занесенных в Красную книгу и создания условий для сохранения ихтиофауны